# Emilio Aspro
Emilio Aspro fue un gramático latino que posiblemente vivió en el siglo I d. C. o finales del siglo II d. C.

## Obras
Aspro escribió comentarios sobre Terencio, Salustio y Virgilio, sobre sus contenidos y formas, incluyendo paralelismos con otros autores. Numerosos fragmentos del comentario sobre Virgilio muestran que, como crítico y comentarista, poseía buen juicio y buen gusto. Están impresos en Keil, Probi en Vergilii Bucolica Commentarius (1848); ver también Suringar, Historia Critica Scholiastarum Latinum (1834); Grafenhan, Geschichte der klassischen Philologie im Alterthum, iv (1843-1850).
Existen dos breves tratados gramaticales bajo el nombre de Aspro, y de muy poco valor, y que no tienen nada que ver con el comentarista, ya que pertenecen a una fecha muy posterior, del tiempo de Prisciano en el siglo VI. Ambos están impresos en Keil, Grammatici Latini.
Se cree que Elio Donato tomó prestado libremente de Aspro.